# Celidomphax quadrimacula
Celidomphax quadrimacula is een vlinder uit de familie spanners (Geometridae). De wetenschappelijke naam van deze soort is voor het eerst geldig gepubliceerd in 1935 door Janse.
De soort komt voor in tropisch Afrika.